# Enodia anthedon

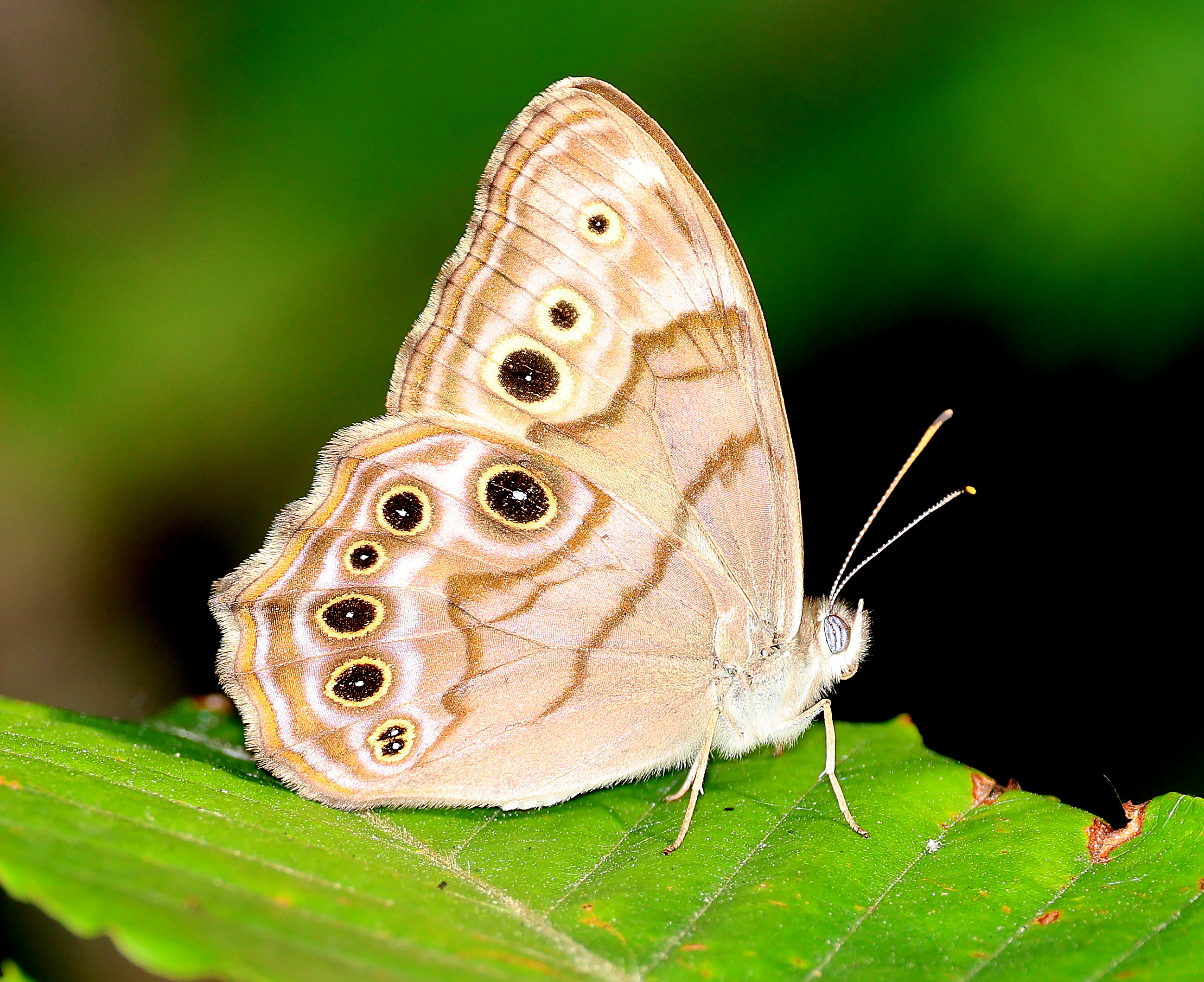
Flügelunterseite

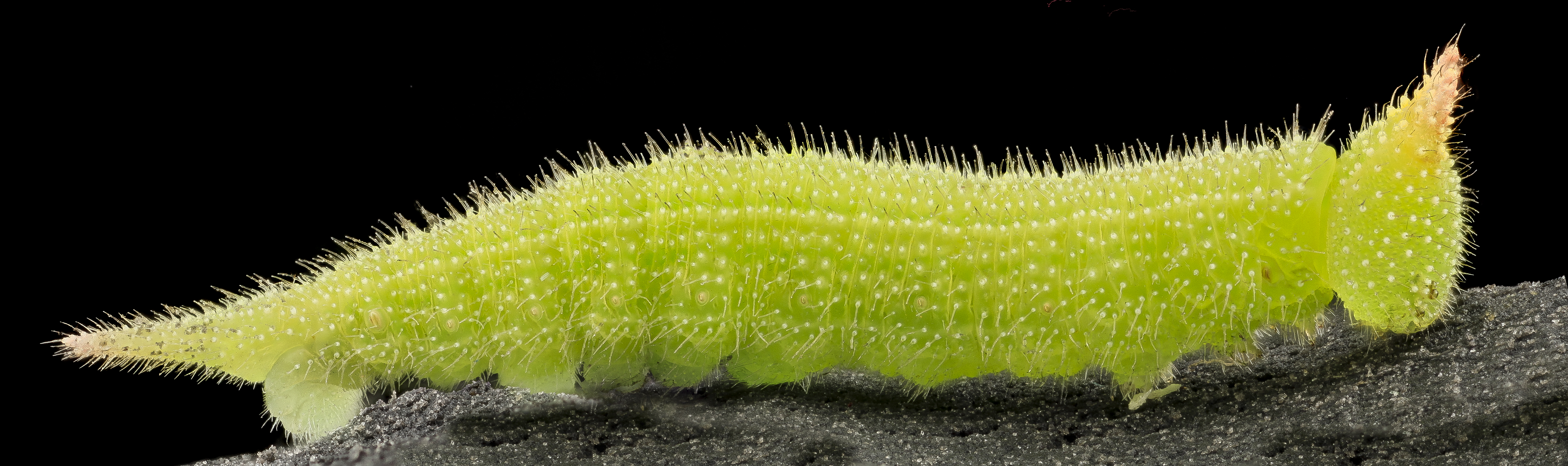
Raupe

Enodia anthedon ist ein Schmetterling (Tagfalter) aus der Familie der Edelfalter (Nymphalidae).

## Merkmale

### Falter
Die Flügelspannweite der Falter beträgt 45 bis 67 Millimeter. Vorder- und Hinterflügel haben auf Ober- und Unterseite eine braune Farbe. Sie sind mit einigen schwarzen, gelb umrandeten Augenflecken versehen, die auf der Unterseite weiß gekernt sind und auf den Vorderflügeln in einer geraden Linie verlaufen.

### Ei, Raupe, Puppe
Das Ei hat eine grünlich-weiße Farbe.
Ausgewachsene Raupen sind grünlich, mit einer dunklen Rückenlinie sowie gelblichen Seitenstreifen versehen. Am Körperende befinden sich zwei blasse rosa Spitzen. Der grüne Kopf besitzt zwei rötliche hornartige Verdickungen. 
Die Stürzpuppe ist gelbgrün bis blaugrün.

### Ähnliche Arten
Enodia portlandia unterscheidet sich in erster Linie durch die breite weißliche Einfassung der Augenflecke auf der Unterseite der Hinterflügel. Eine Ähnlichkeit besteht auch zum Gelbringfalter (Lopinga achine), der jedoch in Europa und Teilen Asiens vorkommt. Somit gibt es keine geographische Überlappung zu Enodia anthedon.

## Verbreitung und Vorkommen
Das Verbreitungsgebiet der Nominatform Enodia anthedon anthedon erstreckt sich von der Mitte der USA Richtung Osten bis nach Nova Scotia, im Süden bis nach Alabama und Mississippi. In Manitoba, Ontario, Québec und Maine kommt die Unterart Enodia anthedon borealis vor.
Enodia anthedon besiedelt bevorzugt schattige Wälder.

## Lebensweise
Die Falter fliegen im Norden des Verbreitungsgebietes in einer Generation von Ende Juli bis Ende August, zuweilen auch noch bis Anfang September, weiter südlich in zwei Generationen von Ende Mai bis Ende September. Sie saugen gerne an feuchten Erdstellen, Aas, Pilzen oder Exkrementen, nicht jedoch an Blüten. Die Raupen ernähren sich von Gräsern, beispielsweise von Rohrglanzgras (Phalaris arundinacea), Leersia virginica, Brachyelytrum erectum, Chasmanthium latifolium, Schizachne purpurascens oder Saccarum-Arten. Die Art überwintert im dritten und vierten Raupenstadium.